# Stern des Edlen Hauses von Buchara

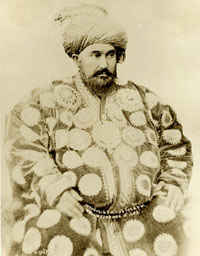
Emir Mozeffer ed-Din (1821/24–1885), frühe Fotografie (1870) von Henri Moser

Der Verdienstorden Sterns des Edlen Hauses von Buchara wurde im Jahre 1881 vom Emir Mozeffer-ed-Din als Hausorden von Buchara gestiftet. Anlässlich der Zarenkrönung von Alexander III.  (1845–1894) am 15. Mai 1883 hatte der Emir seinen Sohn und eine respektable Delegation nach Moskau entsandt. Zu den Geschenken an den Zaren gehörte auch die höchste Stufe dieses Ordens. Die letzte Vergabe erfolgte 1920, danach wurde er als Orden, unter dem Namen Roter Stern von Buchara, von der Sowjetunion weitergeführt.

## Geschichte

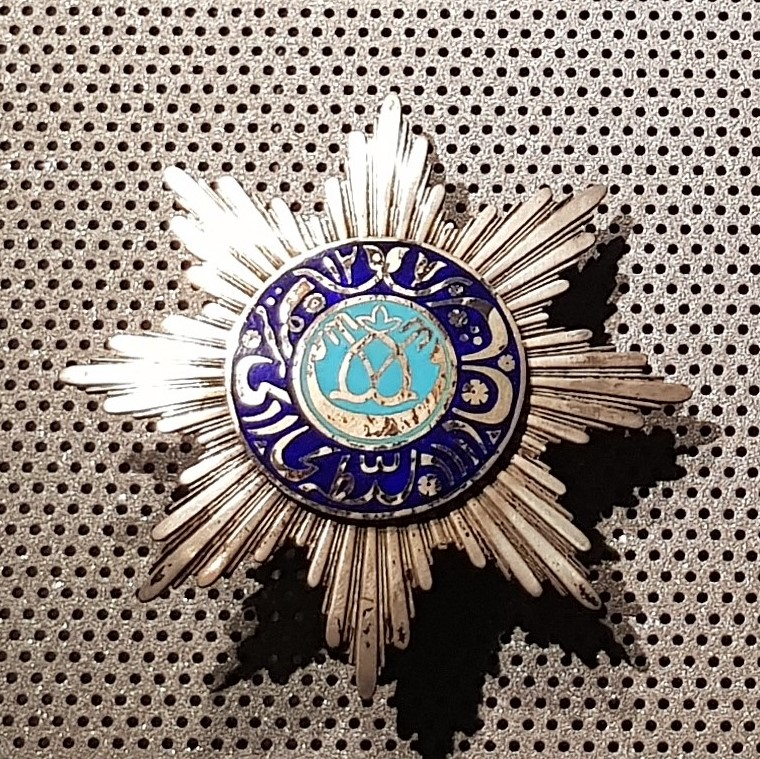
Stern des Edlen Hauses von Buchara

Nach der Stiftung dieses Ordens wurden zuerst hohe Offiziere und Staatsdiener des Emirats Buchara ausgezeichnet. Da das Russische Kaiserreich einem hohen Würdenträger und Träger des Kreuzes von Buchara, in Anerkennung seiner Dienste, den Russischen Orden der Heiligen Anna und den Sankt-Stanislaus Orden verliehen hatte, wurde der Sternenorden von Buchara an Zar Alexander II. (1818–1881) und später an Zar Nikolaus II. (1868–1918) verliehen. Durch Emir Abdalahad, der das Emirat ab 1885 regierte, wurde der Orden an lokale Beamte und an Angehörige der russischen Verwaltung verliehen.
Als Buchara 1868 in den Einfluss des russischen Machtbereichs gelangte und 1873 seine Unabhängigkeit aufgeben musste, erlaubte der Zar nur die eine Auszeichnung von Buchara und verbot weitere Orden zu kreieren. Der Stern von Buchara wurde vom Russischen Kaiserreich offiziell anerkannt und in die Militärlisten aufgenommen.
Ab 1922 wurde der Stern von Buchara durch die Sowjetunion unter der Bezeichnung Roter Stern von Buchara verliehen. An die Stelle des historischen Datums 1301, wurde nun das Datum 1922 gesetzt.

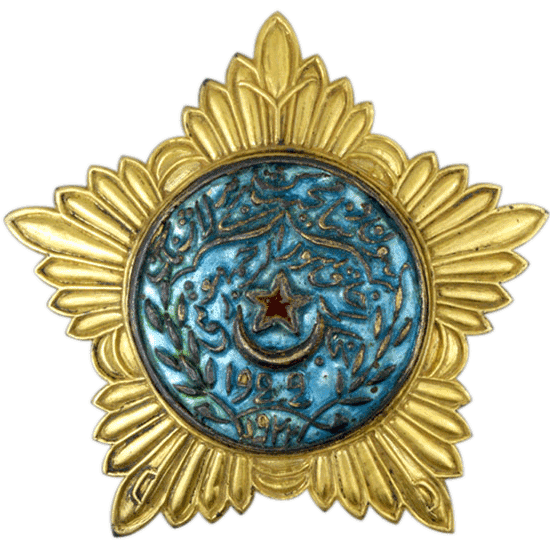
Roter Stern von Buchara (1. Klasse)
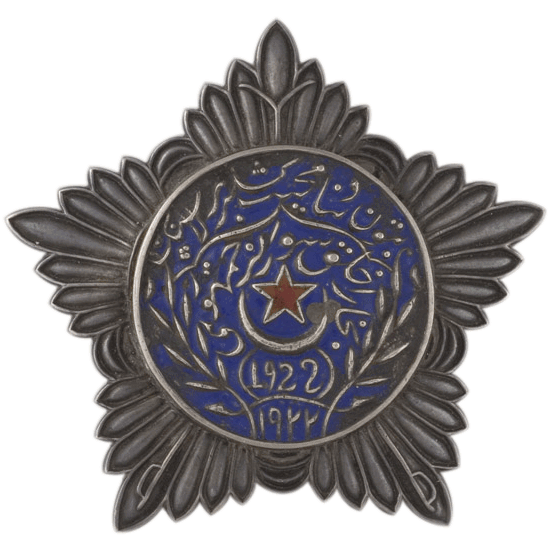
Roter Stern von Buchara (2. Klasse)
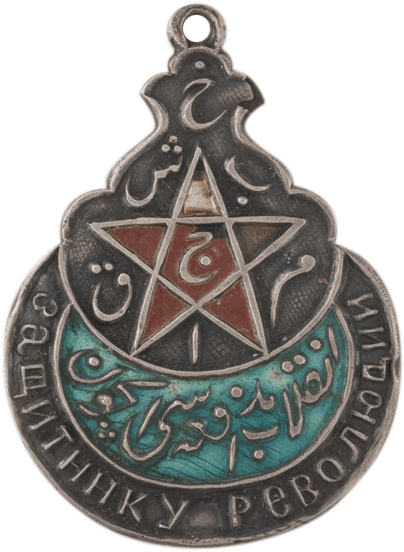
Roter Stern von Buchara (3. Klasse)

## Vergabe an Ausländer
Der Schweizer Henri Moser war ein reicher Handlungsreisender und Sammler zentralasiatischer Kunstwerke. Er wurde mit dem Ordensstern ausgezeichnet und war der erste westliche Ausländer, der den Orden im Jahre 1883 erhielt. In dem dazugehörigen Ferman des Emirs heißt es:

„Im Namen Gottes, dessen Name gelobt sei! Ich, der die Gesundheit und das Wohlergehen einzig Gott verdanke, verkünde aus einem Gefühl der Freundschaft und des Wohlwollens heraus, dass ich in meiner Weisheit dem Tioura Henri Moser, schweizerischem Untertan, den Stern der 2. Klasse unseres kürzlich geschaffenen Hausordens des Edlen Buchara verliehen habe. Im Monat Moharrem des Jahres 1301 (Nov./Dez. 1883).“

## Beschreibung und Insignien

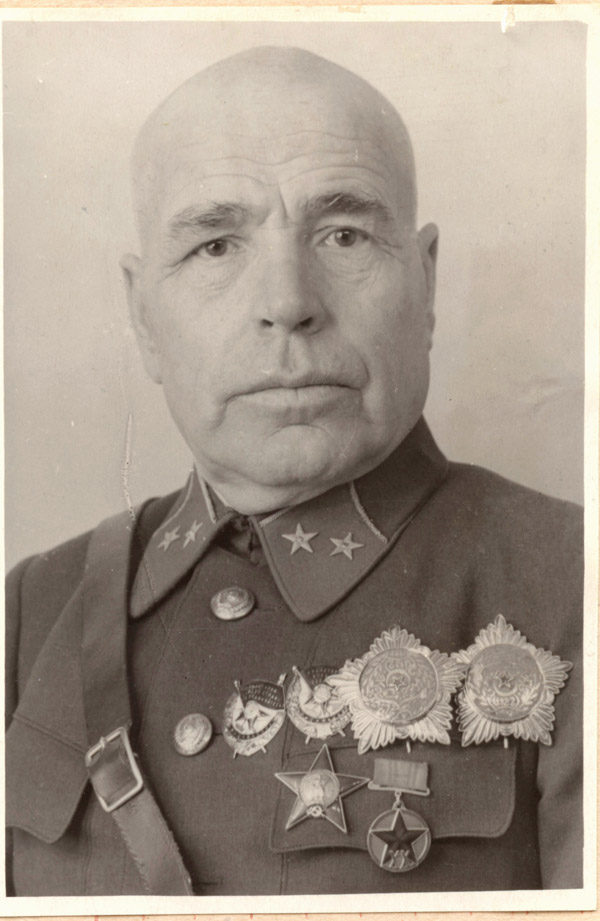
Träger des Sterns von Buchara Leutnant Barinow

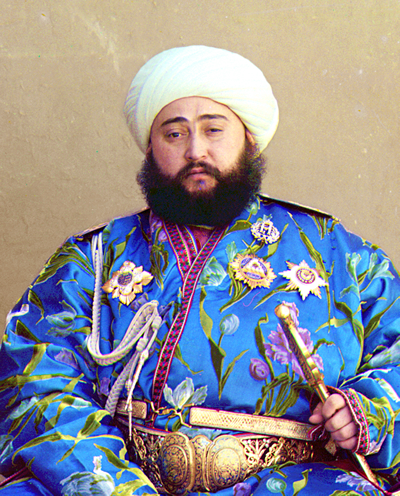
Emir Mir-Alim Khan

Der Ordensstern trägt in arabischen Buchstaben die persische Inschrift „Nischan des Hauses des Edlenen Buchara“ und die Jahreszahl 1301. „Nischan“ bedeutet Ehrenzeichen und „Edles Buchara“ ist der Ehrentitel der Landeshauptstadt als religiöses, islamisches Zentrum von Zentralasien. Die Jahreszahl 1301 verweist auf das islamische Gründerjahr.  Die Ordensklassen tragen alle die gleiche Inschrift und da der Orden lediglich aus einem Stern mit Medaillon besteht, wird er im allgemeinen Sprachgebrauch als „Stern von Buchara“ bezeichnet.

### Klassen
Die ursprüngliche Klasseneinteilung war:
- 1. Klasse Diamanten
- 2. Klasse Gold und
- 3. Klasse Silber.

Ab 1885 folgte eine weitere Unterteilung:
- 1. Klasse Stern mit Edelsteinen: 1a mit Diamanten; 1b mit Almandinen
- 2. Klasse Goldener Stern: 2a mit Arabeske und Emaillering; 2b mit Arabeske ohne ornamentalen Emaillering; 2c mit Arabeske, ohne Emaillering und einem silbernen Medaillon
- 3. Klasse Stern in Silber: 3a mit Arabeske und ganz in Silber; 3b mit Arabeske ohne Emaillering; 3c mit Arabeske ohne Emaillering aber mit Stern und Medaillon in Silber

Im Jahr 1896 wurde die 1. Klasse mit Edelsteinen zu einem neuen Orden kreiert, er hieß nun Orden der Krone und wurde an einer roten Schärpe getragen.
Zur Erinnerung an Zar Alexander III. wurde 1899 vom Emir Abd al-Ahad der Orden der Sonne Alexanders gestiftet, er war zur Ordensdekoration von russischen Offizieren geschaffen. Der Orden wurde am Hals an einem blauen Ordensband getragen.

### Verdienstmedaillen
Emir Abd al-Ahad stiftete 1885 eine runde Verdienstmedaille in Gold und Silber. Sie trägt die Inschrift „Eifer und Verdienst“ mit der islamischen Jahreszahl 1303 (1885). Dessen Sohn Mir-Alim Khan (1880–1944) schuf eine Silberne Militärverdienstmedaille mit der islamischen Jahreszahl 1336 (1917) und als letztes eine Militärverdienstmedaille des Emirats Buchara mit der islamischen Jahreszahl 1338 (1919).